# USS United States (CVA-58)
USS United States (CVA-58) byla nedokončená letadlová loď Námořnictva Spojených států, jejíž stavba byla zahájena v roce 1949. Mezi letadlovými loděmi to byla první americká poválečná konstrukce. Radikálně řešené hladkopalubové plavidlo mělo dát námořnictvu schopnost jaderných úderů, na které mělo doposud monopol americké letectvo. Uvažovalo se o stavbě až 4–8 lodí této třídy, ale stavba samotné United States byla po pěti dnech zrušena.

## Konstrukce
Už v době přípravy projektu se diskutovalo o dvou možných podobách lodi. Pokud by loď byla navržena pouze pro jaderné útoky proti sovětským námořním základnám, stačil by lodi malý hangár pro palubní stíhačky, malé množství bombardérů a menší muniční sklad pro jaderné pumy. V případě, že by se počítalo s větším rozsahem úkolů, vyžadovalo by si konvenční nasazení větší kapacitu nesených letadel, hangárů i munice. Nakonec došlo k takovému kompromisu, že loď byla navržena především k prováděních jaderných úderů, ale měla nést pro svou obranu více stíhacích letounů, než se původně uvažovalo.
Loď byla oproti americkým zvyklostem navržena jako hladkopalubová, bez typického velitelského ostrova na pravé části paluby. Jelikož samotná jaderná puma tehdy vážila přibližně 5 tun, letová paluba byla projektována tak, aby unesla velký bombardovací stroj o hmotnosti 45 tun. Pro dopravu letounů do podpalubních hangárů sloužily 4 výtahy. Pro start letounů byly určeny čtyři katapulty, z nichž dva měly být na přídi a druhé dva v polovině délky lodi.

## Spory o stavbu

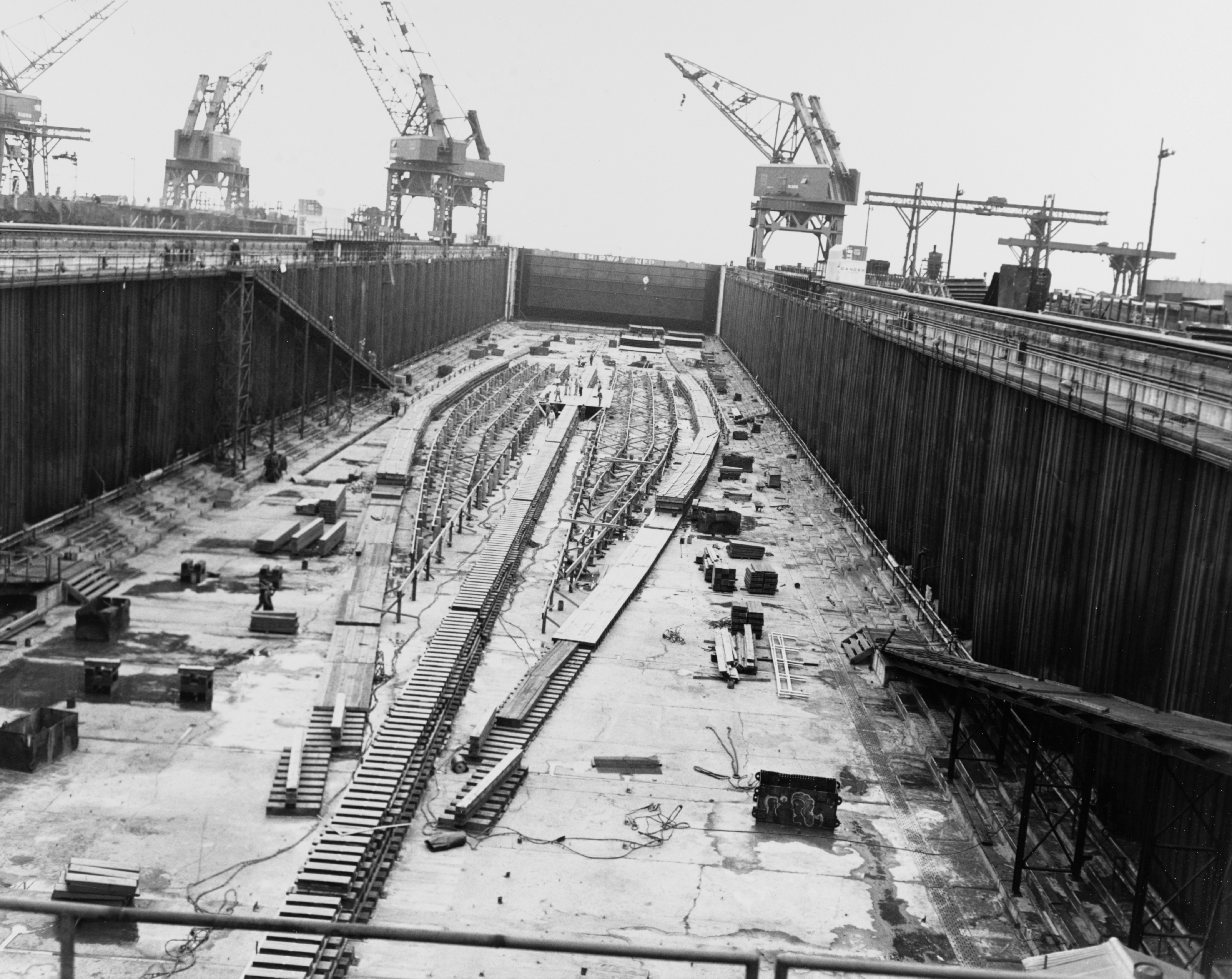
Zahájení stavby USS United States

Stavba United States byla součástí soupeření amerického letectva a námořnictva o prestiž vlastnění jaderných zbraní. Námořnictvo, které na rozdíl od letectva jaderné údery provádět nemohlo, proto chtělo postavit tuto speciální letadlovou loď. Letectvo, které se bálo ztráty svého monopolu na jaderné zbraně, se realizaci tohoto projetu snažilo zabránit.
Stavba United States dostala zelenou v době, kdy byl americkým ministrem obrany James Forrestal, zastánce stavby letadlových lodí, po kterém byla později pojmenována americká letadlová loď USS Forrestal. Forrestal ale 28. března 1949 ze zdravotních důvodů odstoupil a nahradil ho Louis A. Johnson. Ten byl příznivcem letectva a jak se později ukázalo, byl i na výplatní pásce společnosti Convair, která letectvu dodávala strategické bombardéry Convair B-36 Peacemaker.

## Osud lodi
Loď byla projektována od poloviny 40. let. Prezident Truman povolil stavbu lodi 29. července 1948, pro rok 1949 byly na její stavbu přiděleny peníze.
Kýl lodi byl založen 18. dubna 1949 v Newport News, ale už o 5 dní později ministr obrany Johnson rozhodl o zrušení stavby lodi. To vedlo k rezignaci tehdejšího nejvyššího představitele námořnictva admirála Louise Denfielda, nejvyššího civilního představitele námořnictva, tajemníka Johna Sullivana a došlo i k rezignaci části amerických admirálů, kteří tak protestovali proti oficiální obranné politice USA.
Nedlouho po zrušení projektu získalo námořnictvo prostředky na stavbu trojice velkých letadlových lodí třídy Forrestal, které přinesly do konstrukce letadlových lodí novou kvalitu a byly to největší letadlové lodě od stavby japonské letadlové lodi Šinano. Lodě třídy Forrestal už také nesly jaderné zbraně.